# Eremodothis
Eremodothis — рід грибів родини Testudinaceae. Назва вперше опублікована 1976 року.

## Класифікація
До роду Eremodothis відносять 1 вид:
- Eremodothis angulata